# Ӛ (слово ћирилице)
Шва са умлаутом (Обнуто Е са умлаутом) је ћириличко слово.
Користи се у Хантијском језику. Ӛ је романизовано латиничним шва и комбинује ознаке ⟨Ə̈ ə̈⟩ или ⟨À à⟩ у ИСО-9-у.

## Употреба
Ово слово обично представља средишњи неокружени самогласник /ɘ/.

## Рачунарски кодови
| Знак                      | Ӛ                                      | Ӛ                                      | ӛ                                    | ӛ                                    |
| ------------------------- | -------------------------------------- | -------------------------------------- | ------------------------------------ | ------------------------------------ |
| Назив у Уникоду           | ВЕЛИКО ЋИРИЛИЧКО СЛОВО ШВА СА УМЛАУТОМ | ВЕЛИКО ЋИРИЛИЧКО СЛОВО ШВА СА УМЛАУТОМ | МАЛО ЋИРИЛИЧКО СЛОВО ШВА СА УМЛАУТОМ | МАЛО ЋИРИЛИЧКО СЛОВО ШВА СА УМЛАУТОМ |
| Врста кодирања            | децимална                              | хексадецимална                         | децимална                            | хексадецимална                       |
| Уникод                    | 1242                                   | U+04DA                                 | 1243                                 | U+04DB                               |
| UTF-8                     | 211 154                                | D3 9A                                  | 211 155                              | D3 9B                                |
| Нумеричка референца знака | &#1242;                                | &#x4DA;                                | &#1243;                              | &#x4DB;                              |